# 仲宗根健太
仲宗根 健太（なかそね けんた、1989年4月5日 - ）は、日本の元ラグビー選手。現在ジャパンラグビーリーグワン東京サントリーサンゴリアスの副務兼採用を務めている。

## プロフィール
- 神奈川県川崎市出身。
- ポジションはフランカー(FL)。
- 身長 180 cm、体重 101 kg
- ニックネームはSONE。
- 7人制日本代表に選ばれたことがある[1]。
- U20日本代表に選ばれた。
- 父の弘明も大阪工大高・専修大学に所属したラグビー選手で元専大監督。

## 来歴
10歳からラグビーを始めた。
2008年、桐蔭学園高校卒業後、慶應義塾大学に入学する。なお桐蔭学園高校時代には高校日本代表に選ばれ、第31回高校東西対抗試合に東軍として出場した。
2011年、慶應義塾體育會蹴球部の主将に就任した。
2012年、慶應義塾大学卒業後、サントリーサンゴリアスに加入。
2013年10月20日に行われたジャパンラグビートップリーグ第6節の神戸製鋼コベルコスティーラーズ戦に先発出場で公式戦初出場を果たす。
2019年、現役を引退した。